# Annette Hadding
Annette Hadding (* 3. Dezember 1975 in Mainz) ist eine ehemalige deutsche Schwimmerin.
Annette Hadding startete für den SC Jan Wellem Düsseldorf. 1990 war sie Junioreneuropameisterin über 100 Meter Freistil. Ihren einzigen deutschen Meistertitel gewann sie bei den Deutschen Meisterschaften 1991 über 50 Meter Schmetterling, über 50 Meter Freistil belegte sie 1991 den dritten Platz. Bei den Deutschen Meisterschaften 1992 belegte sie den vierten Platz über 50 Meter Freistil und den sechsten Platz über 100 Meter Freistil und wurde als Ersatzschwimmerin für die Staffel bei den Olympischen Spielen 1992 in Barcelona nominiert. Im Vorlauf der 4-mal-100-Meter-Freistilstaffel qualifizierten sich in Barcelona Manuela Stellmach, Kerstin Kielgaß, Annette Hadding und Daniela Hunger mit der insgesamt drittbesten Zeit für das Finale. Im Finale schwammen Franziska van Almsick, Simone Osygus, Daniela Hunger und Manuela Stellmach auf den dritten Platz hinter den Staffeln aus den USA und aus China.
Annette Hadding und Kerstin Kielgaß erhielten für ihren Einsatz im Vorlauf ebenfalls eine Bronzemedaille und wurde ebenfalls am 23. Juni 1993 mit dem Silbernen Lorbeerblatt ausgezeichnet.
1993 belegte Hadding bei den Deutschen Meisterschaften noch einmal den dritten Platz über 50 Meter Freistil hinter van Almsick und Osygus.